# Yaylacık, Vakfıkebir
Yaylacık là một xã thuộc huyện Vakfıkebir, tỉnh Trabzon, Thổ Nhĩ Kỳ. Dân số thời điểm năm 2011 là 180 người.